# Carcoforo
Carcoforo är en ort och kommun i provinsen Vercelli i regionen Piemonte, Italien. Kommunen hade 76 invånare (2018).